# 修卡
修卡（/Shocker），日本著名特攝片《假面騎士》中虛構的邪惡組織。設定為納粹的殘黨，以征服世界為目的不斷綁架老百姓來製造改造人作為作戰士兵。假面騎士1號便是其中之一。

## 簡介
全名為 Sacred Hegemony Of Cycle Kindred Evolutional Realm (＝Shocker)，可翻譯作循環關係進化領域之神聖霸權（大恐怖主義共和發展圈）。
修卡是一個以世界征服為目的之國際秘密組織，把一些智慧及體力很高的人進行改造成為改造人間，多數稱為怪人。組織紋章是一隻大鷹抓住地球。
與各國支部通訊是依靠基地中組織紋章，通訊時鷹中心的寶石會閃爍。以聲音從各地的修卡基地的鷲浮雕發出指令。

### 日本支部
修卡日本支部由怪人當幹部直接接受首領的命令與戰鬥員搞破壞。日本支部的作戰是由首領信任的大幹部指揮怪人、戰鬥員進行。
由於假面騎士的關係，修卡的各樣陰謀紛紛被粉碎，很多重要幹部也被消滅修卡的首領於是著手對修卡集團進行了重組，在日本的征服計劃大幅延遲。

### 中文譯名
香港麗的電視當年播出《幪面超人》時，把Shocker翻譯為「震旦幫」，但因為「震旦」為對中國的別稱，惹來中國人反對，因此Shocker在後來的作品登場時都改為稱為「撒旦幫」。而VCD版則譯為「地獄組織」。而台灣在1970年代上映的《閃電騎士》系列電影中，則將修卡改稱為「撒旦組織」。

## 改造人

### 幹部
大首領（ショッカー首領）
指揮著修卡的幕後神秘首領，正體不明。
同德國的納粹黨有密切的關係，被認為由納粹黨的餘黨組織而成。在第七集，首領與一個納粹黨的博士（像是老朋友）追尋希特勒（故事中以「那個政治強人」影射之）的寶藏。
最終回出現。最後自爆。
在假面騎士V3以毒蠍幫首領的身份捲土重來。在假面騎士Stronger的最終回，又以潛伏在岩石怪人體內的獨眼宇宙生物的姿態再登場。並說自己是歷代邪惡組織的幕後黑手。對於這位“首領”，最後還是不明不白。 
《OOO·電王·All Riders Let's Go Kamen Riders》中修卡首領的真實姿態是比黑暗之王還要巨大的岩石大首領。
漫畫《假面骑士SPIRITS》中指出，1號到ZX的10年以来‘修卡’系列組織的幕后策劃人大首領，是肉體封印在次元里的神秘人Judo。目前該漫畫依然在連載。
不過在《假面騎士Decade》的劇場版中又指出，修卡最終全集結組織‘大修卡’的大首領是假面騎士Decade。
《假面騎士Drive特別篇之假面騎士4號》中第三集又變為了假面騎士Faiz變身者乾巧的反面人格，也因此才能利用Faiz加速形態的力量啟動史變機（不過他是用Faiz信號摩托變身的）。
在漫畫《假面騎士Spirits》中，揭露其真身為日本神話中的“須佐之男”，是與“天照”和“月讀”一同創造了世界的神，後来被背叛的天照和月讀封印在太空中的異次元空間所形成的牢籠裡，通過建立修卡到巴丹等邪惡組織来制作可以讓他脫離牢獄的容器(從假面騎士1号號到假面骑士ZX皆是）。
佐魯上校（ゾル大佐）
26～39話登場。從中東支部到日本支部的大幹部。前身是納粹德國軍官。擅長謀略性作戰和利用洗腦的小孩進行作戰，也進行不少大規模破壞作戰。本體為狼男怪人。
經常指責戰鬥員服裝不整齊的軍人性格。自己組常進行變裝搞亂敵方。
最後變身成黃金狼與假面騎士2號對戰，在空中吃了一記騎士拳爆炸死亡。
死神博士（死神博士）
40～53話登場。從瑞士支部到日本代替死去的佐魯大佐成為大幹部。前身是納粹德國進行器官移植的科學家，製造怪人的名人。將指揮權交給地獄大使後離開日本。其本體為烏賊怪人。
第68話變身成為烏賊怪人對地球進行“流星雨計劃”，被假面騎士挫敗其陰謀，死亡。
地獄大使（地獄大使）
53話～79話登場。從東南亞支部到日本的大幹部。在東南亞新興國家指揮游擊隊的時候被修卡發掘。擅長搞恐怖活動。其本體為響尾蛇怪人。
在修卡重組為蓋爾魯修卡的時候，因為首領的懷疑而投降。實際上是個陷阱。變身成為響尾蛇怪人捉走藤兵衛等人向假面騎士進行挑戰，結果失敗。
其真實姓名為“達門”，人稱力量的惡魔。其弟“雅門”為《假面騎士ZX》中登場的黑暗大使。
第79話戰死於新1號的騎士踢之下。

### 怪人
修卡怪人基本上是實際存在的生物和人類融合的改造人，“蜘蛛男”“蝙蝠男”“蜂女”“仙人掌怪人”等都是以其原型命名。假面騎士本身也是被修卡改造成“蝗蟲改造人”而誕生的。例外的，也有以實際存在過的古代生物、架空古代生物、UMA（不明生物）、無機物、木乃伊為原型的怪人。
每集由一至兩隻怪人為主，基地會有相關的圖案，例如仙人掌怪人，基地就會有仙人掌圖案。
怪人是經過腦改造，變成忠於修卡，其中有少數怪人亦想起以前的記憶。
初期的修卡怪人中了騎士踢後並非爆炸身亡，而是溶化且逐漸消失，這是因為番組開始時沒有火藥專門的製作人員，後期的怪人才是爆炸身亡。此概念影響到後來假面騎士系列中所有的怪人(假面騎士555的Orphnoch除外)。
怪人的腰帶裡有計算機及與戰鬥員聯絡用的通信器，此外還藏有炸彈。修卡總部亦可遠程引爆怪人。

### 戰鬥員
是整個假面騎士系列中登場最多的角色。其戰鬥能力只高於普通人，負責為修卡改造人進行支援工作。發出"yee"的叫聲，經典動作是猶如二戰德國士兵對希特勒的敬禮動作。
常用武器為長棍，小刀，西洋劍，武士刀，鋼針。
修卡的戰鬥員擁有普通人3倍力量的簡易改造人，接受了洗腦手術，聽從大干部與怪人的指揮，輔助各種怪人。
剛開始出場時衣著各異，自14話後開始統一著裝，大部分為全身黑衣並戴著黑色面罩的黑戰鬥員。額頭上為統領怪人的標誌。另外也有地位最高的紅戰鬥員，戰鬥力為黑戰鬥員的2倍。
在最初期有分為領導階層的“赤戰鬥員”與最下等的“黑戰鬥員”。赤戰鬥員的戰鬥力為黑戰鬥員的2倍，時常作為戰鬥員的隊長。
53話後出現骨戰鬥員（修卡戰鬥員最經典造型）後，赤戰鬥員就沒再出場過了。骨戰鬥員比紅戰鬥員更強，是普通人的10倍強。 67話也登場罕有的紅色骨戰鬥員。
女戰鬥員在第1話與第3話出現，是帶面具穿網襪的。由於女戰鬥員都是設定為誘拐以及內部業務（爆）為主要任務，所以幾乎沒有出現戰鬥場面。
修卡被擊毀之後，殘存的戰鬥員被蓋爾修卡虐殺殆盡。

## 蓋爾修卡
由於修卡怪人接連被假面騎士打敗，修卡首領以非洲剛果河流上的暗黒宗教——蓋爾達姆教為基礎，加上原來修卡的殘餘重新編成一個組織——蓋爾修卡。
蓋爾修卡的目的仍然是征服世界，不過陰謀再次被兩位假面騎士所挫敗。

### 改造人

#### 幹部
黑將軍（ブラック将軍）
80～98話登場。蓋爾修卡的大干部。前身是沙皇俄國的將軍，在俄國革命之際逃出，在非洲內地建立蓋爾達姆。其本體為水蛭變色龍怪人。
蓋爾修卡成立之際，將殘餘的修卡戰鬥員虐殺。最後變身成水蛭變色龍指揮再生怪人軍團與假面騎士1號、2號決戰，敗北，爆炸死亡。
在之後的「假面騎士V3」的第27、28話中做為特別來賓而復活。

#### 怪人
蓋爾修卡的怪人是由兩程類的生物結合而成，例如最初的怪人就有蟹與蝙蝠的能力。力量是修卡怪人的2倍强。

#### 戰鬥員
與修卡戰鬥員不同，他們穿著藍、紅、黃等鮮豔顏色的制服。戰力比骨戰鬥員強，甚至有書上記載「有與初期修卡怪人匹敵的能力」。戰鬥力為人類4倍。
直接接受怪人指揮，沒有領導及戰鬥員的存在。
為預防叛變所以開發了一種名為「蓋爾巴（ゲルパー薬）」的藥劑，若是超過三小時沒有飲用，戰鬥員會從身體中冒出火焰而被燒死。

#### 修卡騎士
91～94話登場。蓋爾修卡為了剿滅假面騎士新1、2號並破壞他們的信譽而改造出的偽騎士，戰鬥力與性能接近假面騎士。
一共6人，和1號擁有同樣性能，可以發出和本鄉猛一樣的聲音，身體與雙騎士相似，體側也是和新1號同樣的雙線條，手指內藏機關槍，靴底藏有可取出的利刃。
其造型與假面騎士1號的差別在於修卡騎士的手套和靴子為黃色，且6位修卡騎士的圍巾顏色分別為黃色、白色、綠色、藍色、紫色、紅色。
亦有專用機車修卡旋風號，與雙騎士的新旋風號有著相同的外觀與性能，偽1號搭乘。
第94話6人全員埋伏1號、2號。最後在1號、2號的新招數“騎士大車輪”之下，在空中相互碰撞，全滅。

## 在其他作品中的修卡
故事開端，映司與ankh同異魔神作戰，卻不慎讓異魔神進入一名名為「直樹」的小孩的身體，而這個小孩竟擁有40年前的記憶(1971年)，幸太郎趕到時，與映司見面，並透露自己有能夠穿越時間的能力，Ankh為了趁40年前GREEED還沒覺醒的時候獲得硬幣而提出與幸太郎一同前往40年前，卻不慎在打鬥中掉了一枚普通幣，而40年前的修卡擁有修卡核心幣卻沒有普通幣因此無法創造修卡GREEED，因為修卡戰鬥員撿到了Ankh掉下的硬幣，修卡GREEED誕生，實力增強的修卡組織打敗了假面騎士1號和2號並將其洗腦，使得Ankh和映司回到四十年後時變成了修卡統治時代，於是幸太郎決定要Ankh和一起去修正歷史，映司留在自己的時空，但由於Ankh的關係，使得硬幣依然有一枚丟失，並被修卡戰鬥員找到再轉交給黑將軍，此時40年前還沒被洗腦的1號與2號前來幫助，事後與卻因為黑將軍的計謀導致修卡GREEED依然誕生，修正歷史失敗，電列車也因此毀壞……
在假面騎士OOO的27-28話，千堂院，一個殘餘的修卡戰鬥員，因為其想復興修卡的慾望被選中成為Yummy。此外，千堂院也出現在作為鴻上光生的電影正計劃“假面騎士OOO與震驚”（戲中戲）擔任敵人組織的代表。
1973年2月10日，和邪惡的祕密結社修卡抗爭的假面騎士1號和假面騎士2號面前，出現了修卡製造出的最強的戰士假面騎士3號。1號和2號被3號的壓倒性力量所擊敗後，修卡正式征服世界成功。
然後時間流轉到現代，由於修卡的關係人類已經被消滅殆盡，後世的假面騎士們的存在也分裂為正義和邪惡的。正義的一方為守護剩餘不多的人類而戰；邪惡的則作為修卡的手下並為了消滅前者而行動著。
一天，修卡手下的假面騎士Drive / 泊進之介遇上了假面騎士3號變身者黑井響一郎，不知怎的事情就演變成了和他一起和修卡對戰。另一方面，正義的假面騎士們為打倒修卡而所必要的行動開始了。
從2071年的未來來到現代的假面騎士CENTURY。從1971年的過去來到現代的謎之科學家。
以2021年為舞台，跨越三個時代的戰鬥，這是個撼動半個世紀的假面騎士歷史，超越（BEYOND）一切，無法預測的故事。某日撿拾到自家澡堂舊票卷的一輝，將其交付給擁有人百瀨秀夫的途中，遭遇到強大的敵人來襲！
一輝與其體內的惡魔 - 拜斯，與因危機而出現的飛羽真，卻因此對立。然而這從2071年的未來突然出現的假面騎士CENTURY，在受到攻擊的餘波中撤退。
他到底是誰？為何，要襲擊假面騎士們呢？...
掌握這故事的謎之研究者·百瀨龍之介即將揭露，假面騎士史上最大的祕密！

## 衍生作品

### 古蘭修卡
古蘭修卡指派蜘蛛男找合適的運動員來製造最強的改造人，假面騎士Black RX的女友美知留也就被捉。為了救回女友，RX便與眾騎士到蜘蛛男的基地，最後成功救回女友。

### 大修卡
符號是一個雙頭鷹雕DCD的表示大頭目假面騎士Decade（門矢士）。在“超級英雄大戰”中，已經換成了老鷹搶到就是聯想的主要令人震驚的地球。
在假面騎士Decade的26-31話出現。門矢士透過旅行將不同假面騎士的平行世界連接，不同假面騎士的平行世界中的惡勢力亦因此結合，結成了大修卡此組織。
26-27話Black RX & Black世界中Apollo Geist成功逼使克萊西斯帝國與大修卡聯手。
第28-29話Amazon世界中由原作哥頓組織的首領十面鬼管理。勢力甚至達到開辦學校的地步。
第30話Rider War世界中由於世界融合了，令世界開始一個個地消失，其中Fangire的Queen優希為了保護自己所屬的Kiva世界，不惜與大修卡聯手。
Decade世界中由可以變身成Shadow Moon的門矢兄妹的管家月影信彥管理。月影信彥曾驅逐門矢士並取代成為大修卡的首領。
此外亦說明了Decadriver及Diendriver的製造者的身份—原是大修卡的科學家間諜結城丈二。
在此亦有假面騎士投靠了大修卡，如假面騎士Kick Hopper和假面騎士Ohja。
2012年4月，門矢士／假面騎士Decade成為了歷代騎士的大反派所組成的「大修卡」的領導者，並向超級戰隊們展開無差別攻擊；與此同時，瑪貝拉斯／豪快紅（小澤亮太飾）被歷代戰隊惡役組成的「大殘虐」推舉成大帝王，向全假面騎士發出抹殺命令。

### 超級修卡
由在劇場版 假面騎士Decade 全騎士 VS 大修卡中殘餘的大修卡殘黨結成的組織。
超級修卡沒有首領的存在。最高幹部為由光榮次郎變身而成的超級死神博士。而佐魯大佐則由鳴瀧擔任。

### 修卡（新版）
2022年3月18日，為紀念《假面騎士對修卡》上映50週年，《新·假面騎士》官網公布於該作登場的「修卡」的全稱為「秘密結社 Sustainable Happiness Organization with Computational Knowledge Embedded Remodeling」，翻譯作「透過嵌入式運算知識重組所產生之永續幸福組織」。雖然其簡稱也是叫做「Shocker」，但其全名與圖案與原版標誌則有明顯差別。

## 註解
1. ↑  . 映画ナタリー (ナターシャ). 2022-03-18  [2022-03-19]. （原始内容存档于2022-05-13）.